# Мечеть султана Сулеймана та Роксолани
Мечеть султана Сулеймана та Роксолани (тур. Sultan Süleyman ve Hürrem Camii) — соборна мечеть міста Маріуполь.

## Історія
Фінансували будівництво директор Маріупольського центрального ринку Саліх Джихан та члени турецької, азербайджанської громад міста.
Мечеть названа на честь султана Османської імперії Сулеймана I Пишного та його дружини Роксолани.
12 квітня 2022 року Збройні сили Росії обстріляли мечеть Сулеймана Пишного та Роксолани, де переховувалося майже 90 людей.

## Цікаві факти
- Прообразом мечеті стала Сулейманіє-Джамі у Стамбулі.

## Галерея

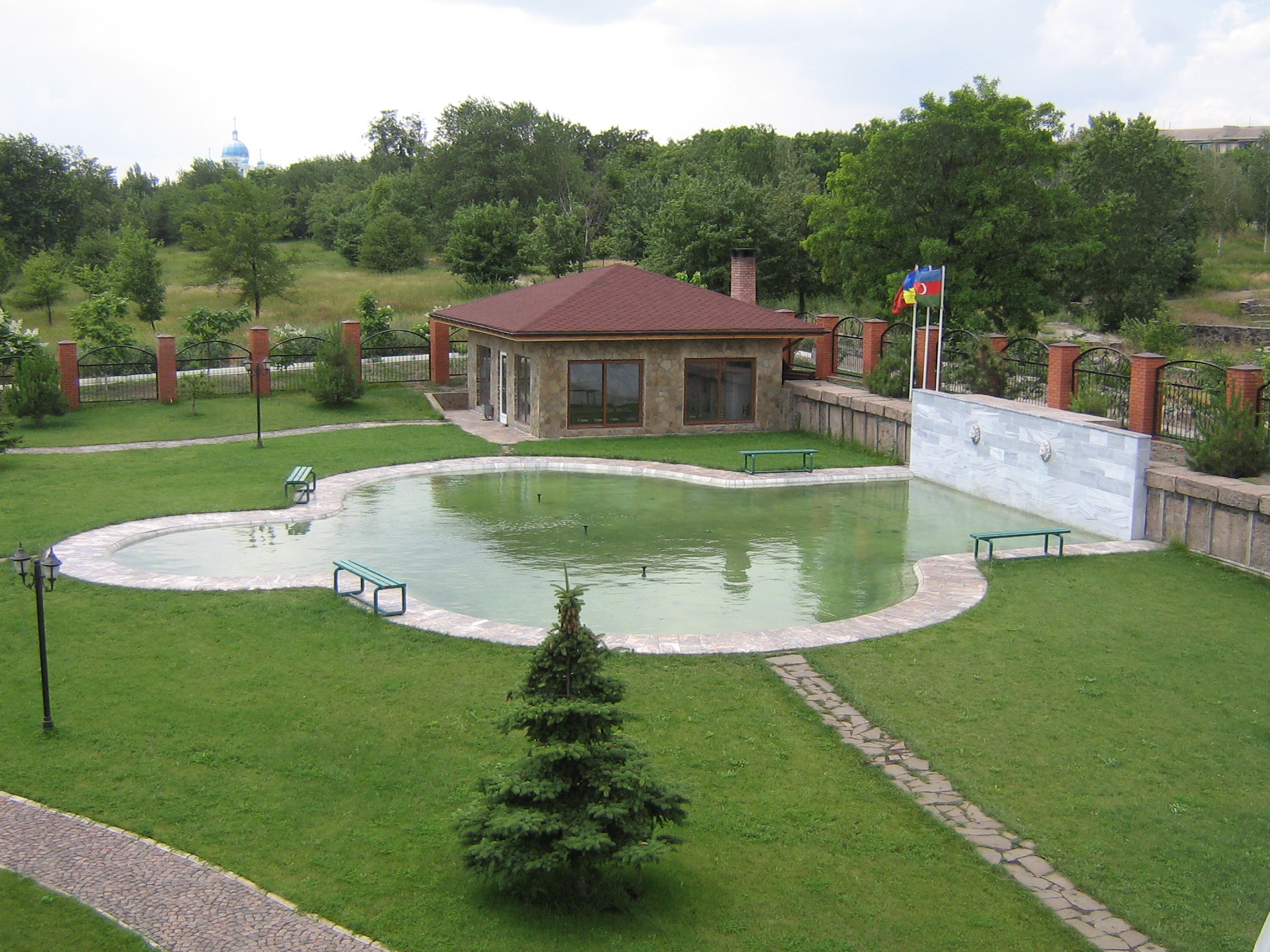
Внутрішній двір
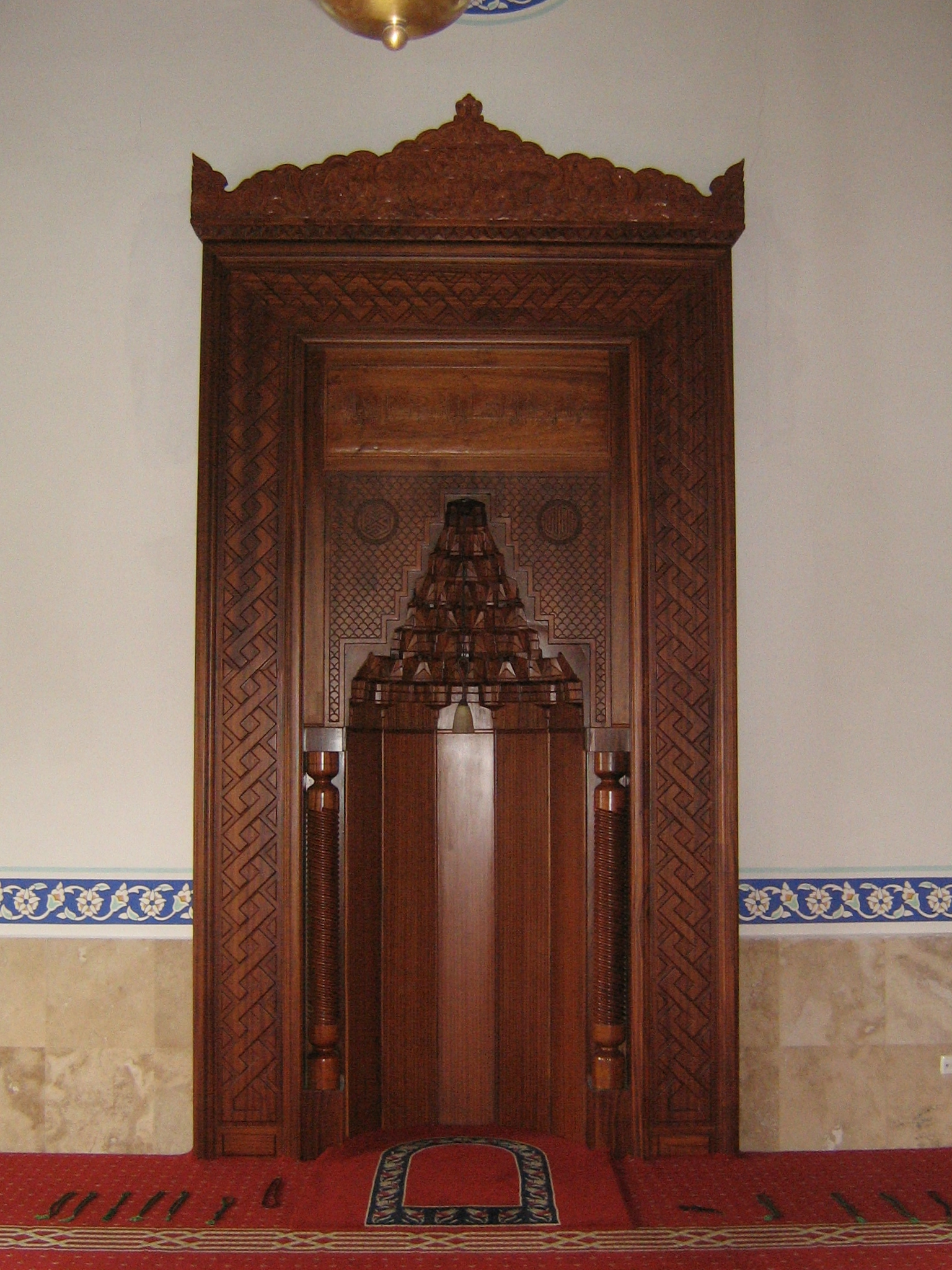
Міхраб
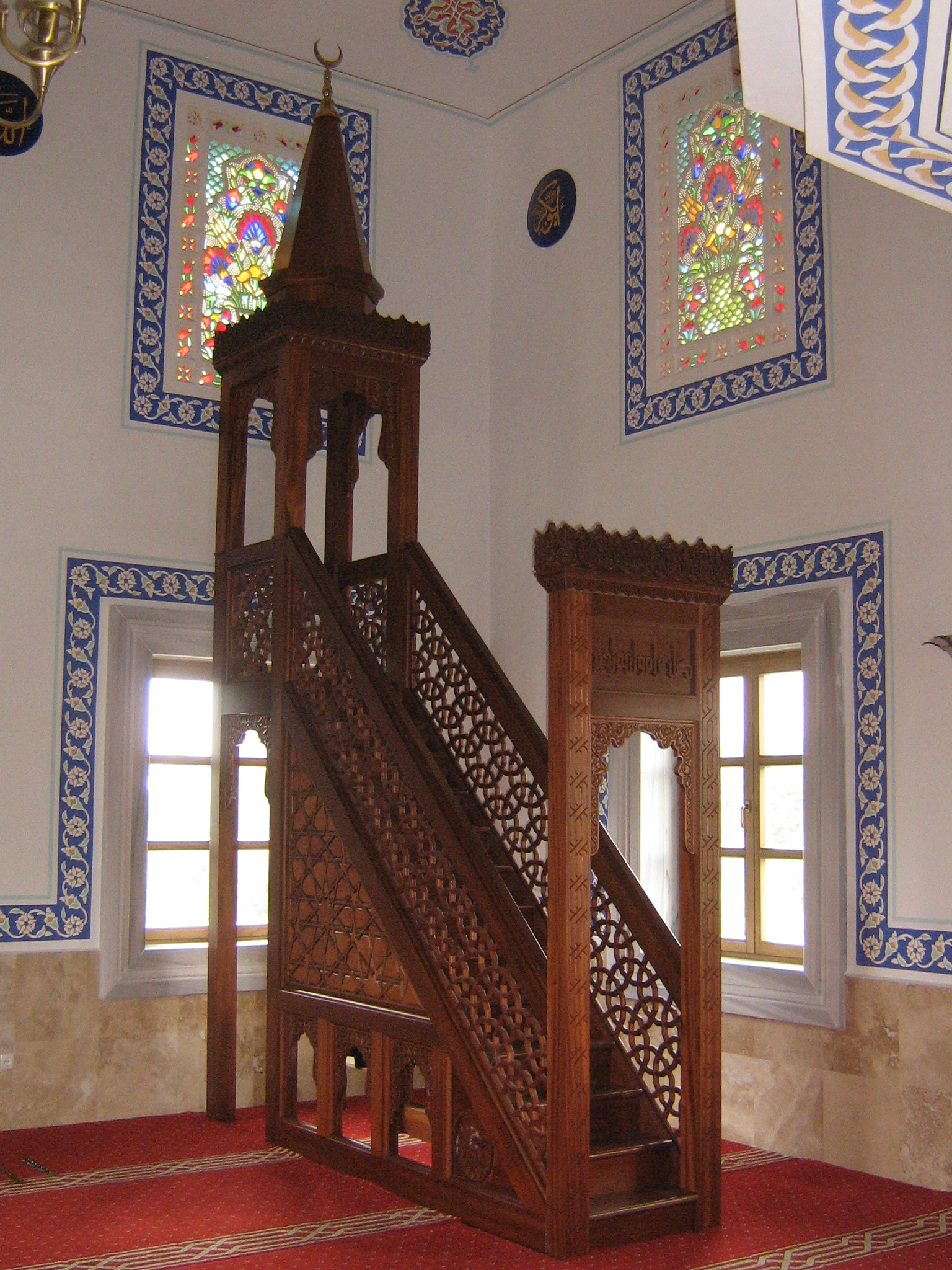
Мінбар для проповідей
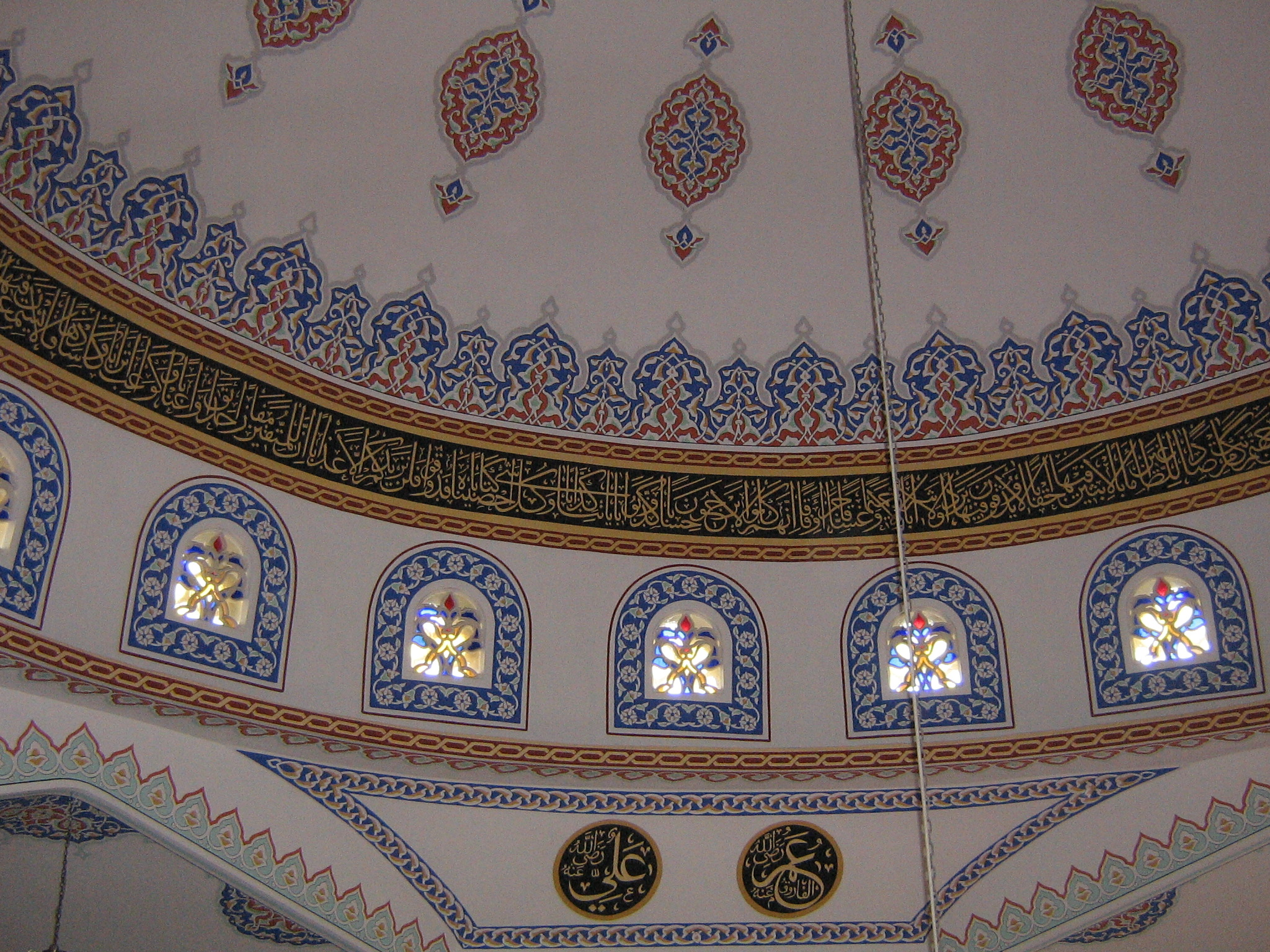
Купол
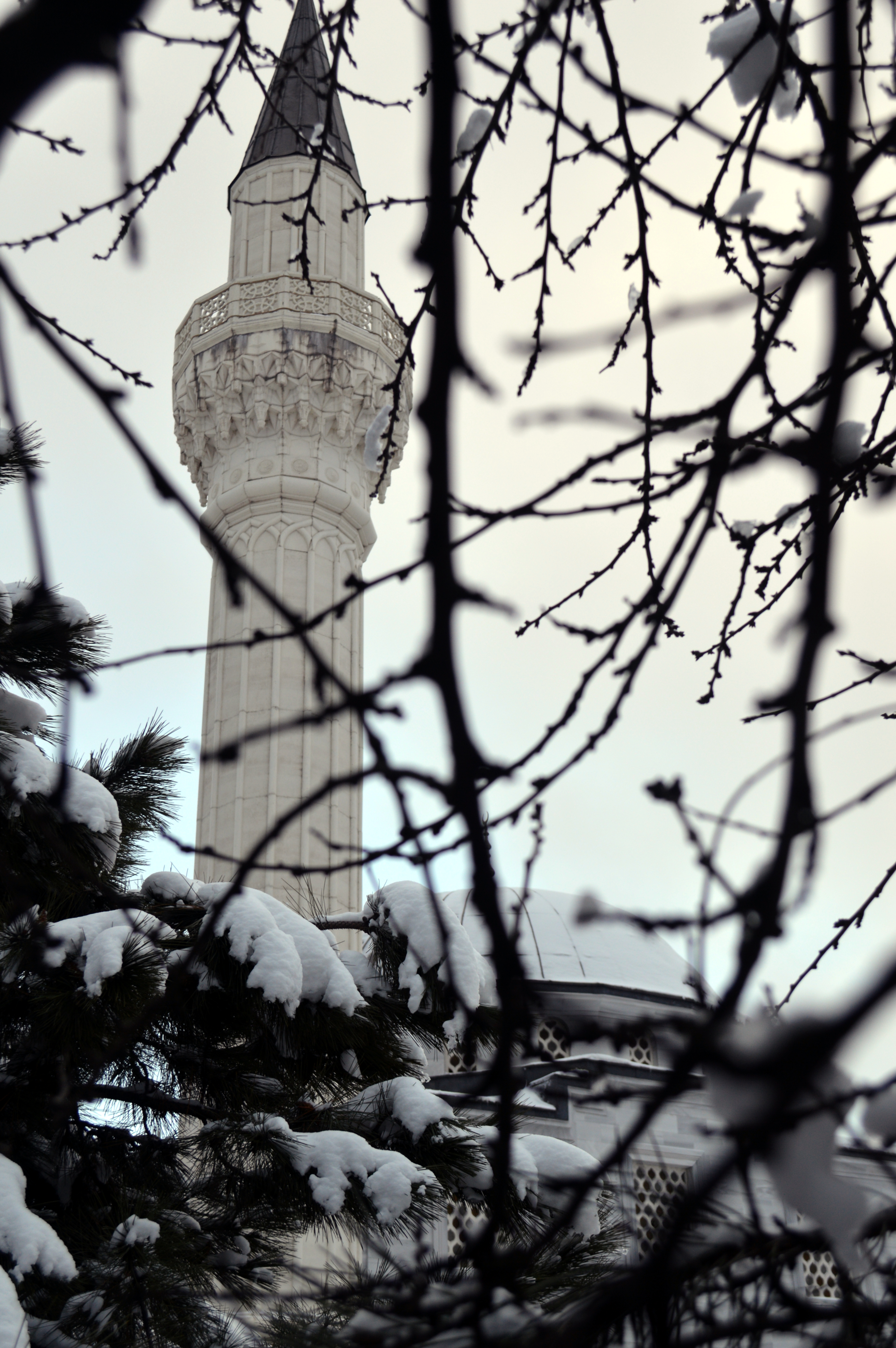
Мінарет взимку